# Franz Leitenbauer
Franz Leitenbauer (* 8. Oktober 1925 in Mollmannsreith; † 14. Januar 2016 in Atzesberg) war ein österreichischer Politiker (ÖVP).

## Leben und Wirken
Er war zwischen 1955 und 1988 mehr als sechs Landtagsperioden Abgeordneter des Oberösterreichischen Landtages. Er zählt mit Alois Bachinger und Ignaz Huber zu den oberösterreichischen Landtagsabgeordneten mit den längsten Funktionsperioden.
Von 1955 bis 1996 war er mehr als vierzig Jahre lang Bürgermeister der Gemeinde Atzesberg im Bezirk Rohrbach.
Mit seiner Person sind Infrastrukturprojekte wie das Landeskrankenhaus in Rohrbach, die HTL in Neufelden und die Landwirtschaftsschule in Schlägl eng verbunden. Er war ein Förderer sozialer Projekte im ländlichen Raum und galt als Anwalt der kleinen Leute. Reinhold Mitterlehner bezeichnete ihn als eines seiner politischen Vorbilder.
Neben seinen politischen Funktionen war er u. a. Obmann der Raiffeisenkasse Sarleinsbach und der Lagerhausgenossenschaft Rohrbach sowie Obmann des Kameradschaftsbundes Sarleinsbach. Überregional engagierte er sich auch als Kuratoriumsmitglied des landwirtschaftlichen Siedlungsfonds, Landesvorstandsmitglied des Bauern- und Nebenerwerbsbauernbundes, Vorstandsmitglied des Oberösterreichischen Raiffeisenverbandes und der Oberösterreichischen Warenvermittlung.

## Werke
- Franz Leitenbauer war einer der Autoren des im Jahr 2000 erschienenen Heimatbuches von Atzesberg mit dem Titel Ameisberggemeinde Atzesberg, Atzesberg 2000, 204 Seiten

## Auszeichnungen
- Goldenes Ehrenzeichen für Verdienste um die Republik Österreich
- Goldenes Ehrenzeichen des Landes Oberösterreich
- Goldenes Ehrenzeichen der ÖVP Oberösterreich
- Ehrenbürger der Gemeinde Atzesberg

## Medien
- Annika Höller: Ein Pionier der besonderen Sorte: Franz Leitenbauer feierte 90. Geburtstag, in: Bezirksrundschau vom 9. Oktober 2015 abgefragt am 12. Oktober 2015